# Albert Grégoire

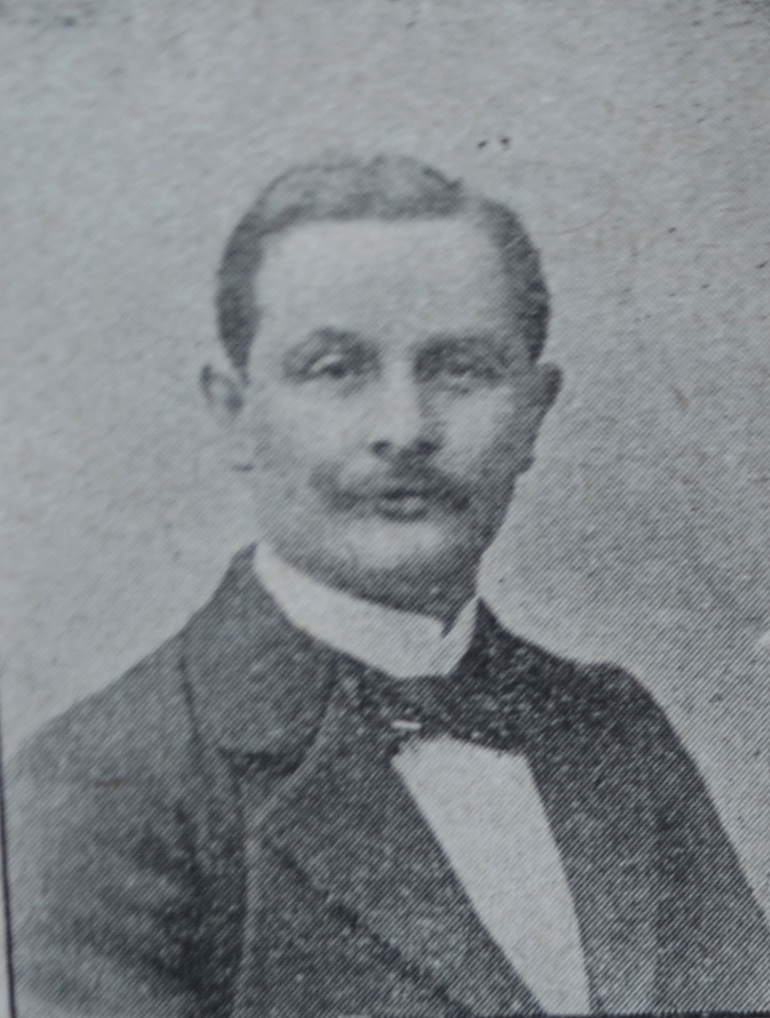
Albert Grégoire, 1911

Albert Grégoire (* 9. Mai 1865 in Perl; † 6. Dezember 1949 in Saarbrücken) war Jurist und Mitglied des Deutschen Reichstags.

## Leben
Grégoire absolvierte 1884 das Lyceum in Metz und studierte Rechtswissenschaften von 1884 bis 1886 in Heidelberg und bis 1888 in Berlin. In Heidelberg wurde er 1885 Mitglied des Corps Suevia. 1888 bestand er das Referendarexamen und 1893 das Assessorexamen in Colmar. 1889/90 diente er als Einjähriger beim 13. Dragoner-Regiment in Metz, wurde bei demselben Regiment Reserveoffizier und war dann Oberleutnant der Landwehr-Kavallerie. Im Januar 1894 ließ er sich als Rechtsanwalt in Metz nieder. 1913 erhielt er den Titel eines Justizrats.
Von 1907 bis 1912 war Grégoire Mitglied des Deutschen Reichstags für den Wahlkreis Reichsland Elsaß-Lothringen 14 (Metz), er gehörte der Elsaß-Lothringischen Protestpartei an.
Bei der Reichstagswahl 1907 setzte er sich im ersten Wahlgang mit 12.919 Stimmen knapp gegen Roger Joseph Foret (12.693 Stimmen) durch.
Von 1912 bis 1918 war er Vizepräsident der I. Kammer für Elsass-Lothringen. Danach führte er eine Rechtsanwaltskanzlei in Diedenhofen.